# Supercopa de Catalunya de futbol
La Supercopa de Catalunya de futbol és un trofeu que fou creat per la Federació Catalana de Futbol l'any 2012 amb la intenció de tenir dos trofeus de futbol de prestigi a Catalunya; la Copa Catalunya i la mateixa Supercopa. Es creava així un nou model de repartiment de partits per tal de donar més reconeixement als clubs més petits:
- Supercopa: Final disputada entre els dos millors equips militants a la Primera divisió espanyola de futbol, a partit únic.
- Copa de Catalunya: Campionat que es disputen tots els altres equips de Catalunya.

Fou el 2012 quan la FCF va pensar en crear aquesta competició, per incentivar el futbol català, però a causa de diversos motius com la falta de disponibilitat dels participants, no s'aconseguia dur a terme l'objectiu. Finalment el setembre de 2014 s'arriba a un acord entre els clubs per jugar l'edició inaugural el 29 d'octubre del mateix any, a la ciutat de Girona.

## Història

### Primera edició frustrada (2012)
L'11 de juliol de 2012 fou presentat oficialment el nou format que prendrien les competicions del futbol català, amb la Supercopa de Catalunya i la Copa Catalunya, amb la participació dels directius de la Federació Catalana de Futbol, els presidents dels dos clubs i el president de la Generalitat, Artur Mas. En la primera edició plantejada, es jugaria la final a l'Estadi Olímpic Lluís Companys el 31 de juliol entre el FC Barcelona i el R.C.D. Espanyol els dos equips catalans que militaven a primera aquell any. El partit seria just després de disputar-se la final de la Copa Catalunya 2012 entre el Nàstic de Tarragona i l'AEC Manlleu.
Aquesta primera edició de la Supercopa, però, no es va arribar a jugar mai. Quan faltaven quatre dies per a la disputa de la final, la Federació Catalana de Futbol va emetre un comunicat informant sobre la suspensió de les dues competicions, a causa que el FC Barcelona, va anunciar que jugaria amb el segon equip per tal de no afectar els seus jugadors en l'inici de temporada, i també ho faria així, ja que el segon equip era el que havia disputat les anteriors edicions de la Copa de Catalunya. Aquest fou el fet que va dur a la Federació Catalana de Futbol a suspendre el partit, tot i que més tard es va proposar una altra data per disputar el partit, el 26 de setembre, però aquest cop va ser l'Espanyol qui va dir que no disputaria aquell partit perquè la data no els convenia, sent aquest el motiu definitiu que va fer anul·lar la primera edició de la Supercopa.

### Inici de la competició
El 4 de juny de 2014 s'arribà a un acord per disputar la competició durant la temporada 2014-15, amb la final el dia 29 d'octubre a l'Estadi Municipal de Montilivi, essent presentada el 13 d'octubre al Palau de la Generalitat, amb la presència dels presidents dels clubs i d'Artur Mas.

## Historial
| En negreta = Equip guanyador (1) = Nombre de títols (p.) = Penals |

| Edició                             | Temporada | Data                           | Campió                                           | Resultat                                         | Subcampió                                        | Seu                            | refs   |
| ---------------------------------- | --------- | ------------------------------ | ------------------------------------------------ | ------------------------------------------------ | ------------------------------------------------ | ------------------------------ | ------ |
| —                                  | 2011-12   | 31 de juliol de 2012           | Suspesa (finalistes FC Barcelona i RCD Espanyol) | Suspesa (finalistes FC Barcelona i RCD Espanyol) | Suspesa (finalistes FC Barcelona i RCD Espanyol) | Lluís Companys, Barcelona      | [ 5 ]  |
| No es disputà entre 2012 i 2014    |           |                                |                                                  |                                                  |                                                  |                                |        |
| I                                  | 2014-15   | 29 d'octubre de 2014           | FC Barcelona (1)                                 | 1-1 (4-2, p.)                                    | RCD Espanyol                                     | Municipal de Montilivi, Girona |        |
| No es disputà la temporada 2015-16 |           |                                |                                                  |                                                  |                                                  |                                |        |
| II                                 | 2016-17   | 25 d'octubre de 2016           | RCD Espanyol (1)                                 | 1-0                                              | FC Barcelona                                     | Nou Estadi, Tarragona          |        |
| III                                | 2017-18   | 7 de març de 2018              | FC Barcelona (2)                                 | 0-0 (4-2, p.)                                    | RCD Espanyol                                     | Camp d'Esports, Lleida         |        |
| IV                                 | 2018-19   | 6 de març de 2019              | Girona FC (1)                                    | 1-0                                              | FC Barcelona                                     | Nova Creu Alta, Sabadell       |        |
| V                                  | 2019-20   | Edició suspesa per la COVID-19 | Edició suspesa per la COVID-19                   | Edició suspesa per la COVID-19                   | Edició suspesa per la COVID-19                   | Edició suspesa per la COVID-19 | [ 17 ] |

## Palmarès
| Equip              | Campió | Subcampió | Finals | Anys campió | Anys subcampió |
| ------------------ | ------ | --------- | ------ | ----------- | -------------- |
| FC Barcelona       | 2      | 2         | 4      | 2014, 2017  | 2016, 2018     |
| RCD Espanyol       | 1      | 2         | 3      | 2016        | 2014, 2017     |
| Girona Futbol Club | 1      | 0         | 1      | 2018        | —              |